# Oudenburg
Oudenburg és un municipi belga de la província de Flandes Occidental a la regió de Flandes.

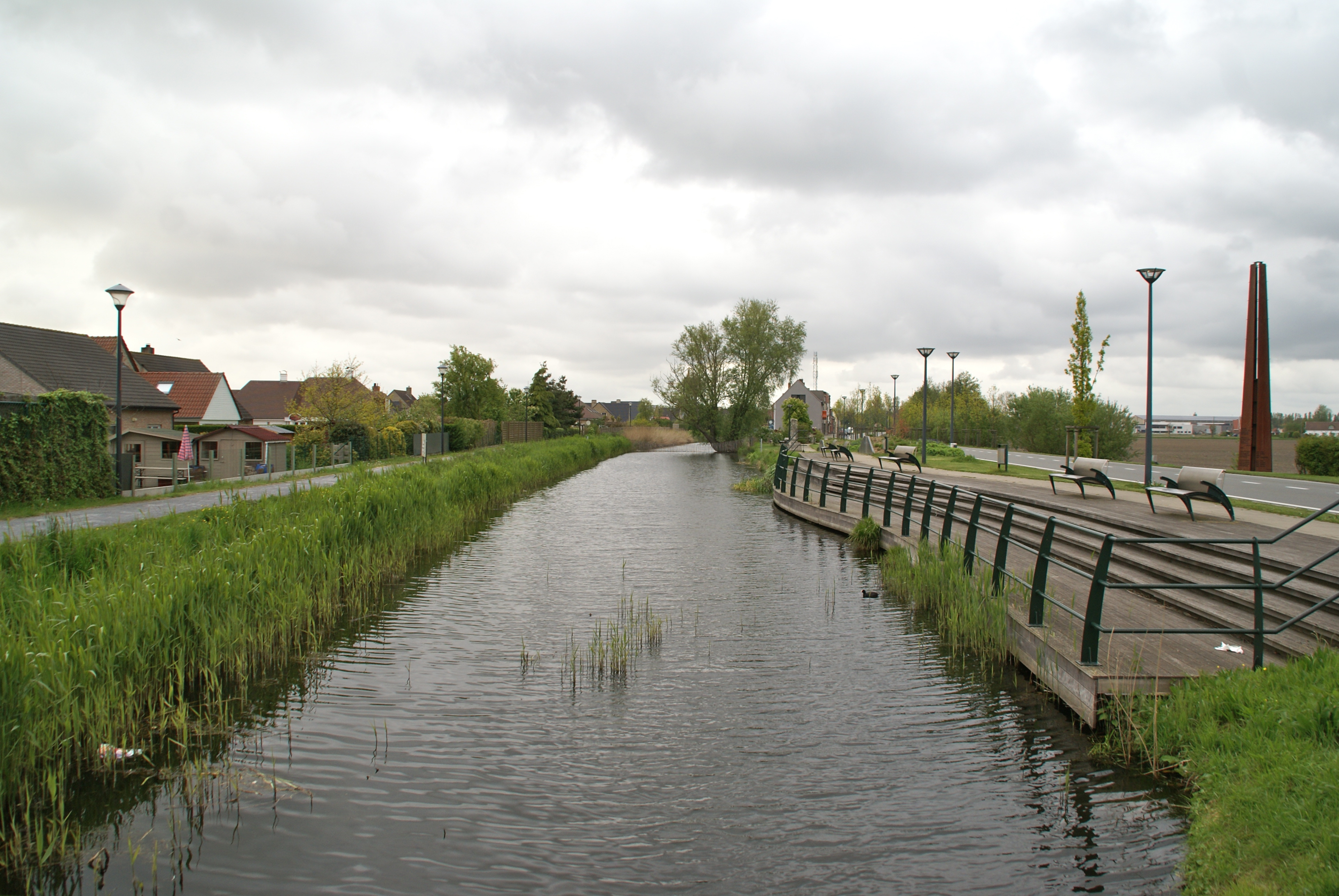
L'Oudenburgs Vaardeken al nord de la ciutat

La creació de la ciutat es documenta dels anys 180 a 250 quan el vicus civil va transformar-se en castrum romà. El seu nom significa burg vell. El mapa de la ciutat sempre mostra la forma quadrada típica d'un castrum. A l'edat mitjana va mantenir la seva posició estragègica, connectat via el canal de l'Oudenburgs Vaardeken amb l'Ieperleet, l'actual canal Plassendale-Nieuwpoort que a aquesta època va ser una via de comunicació molt important per al comerç de la llana.

## Nuclis
| #   | Nom         | Superfície km² | Població (01/01/2004) |
| --- | ----------- | -------------- | --------------------- |
| I   | Oudenburg   | 14,73          | 4.627                 |
|     | Plassendale | -              | -                     |
| II  | Ettelgem    | 7,03           | 1.123                 |
| III | Roksem      | 5,56           | 1.486                 |
| IV  | Westkerke   | 8,06           | 1.605                 |

## Localització

Mapa d'Oudenburg

| - a. Klemskerke (De Haan) - b. Stalhille (Jabbeke) - c. Jabbeke (Jabbeke) - d. Zerkegem (Jabbeke) - e. Bekegem (Ichtegem) - f. Eernegem (Ichtegem) - g. Moere (Gistel) - h. Gistel (Gistel) - i. Snaaskerke (Gistel) - j. Zandvoorde (Oostende) - k. Bredene |